# Paul Walker
Paul William Walker IV (n. 12 septembrie 1973, Glendale, California, Statele Unite – d. 30 noiembrie 2013, Santa Clarita, California, Statele Unite) a fost un actor american.
Paul Walker și-a început cariera ca invitat în câteva showuri televizate cum ar fi The Young and the Restless și Touched by an Angel. Apoi a avut succes cu roluri în filme ca She's All That și Varsity Blues. În 2001, Walker a obținut faima internațională prin rolul lui Brian O'Conner, unul din principalii protagoniști din filmul de acțiune The Fast and the Furious, iar apoi și-a reluat rolul în sequelurile sale. A mai apărut în filme ca Eight Below, Into the Blue, Joy Ride și Takers.
Înafară de actorie, Walker a fost fața brandului „Davidoff Cool Water for Men” al The Coty Prestige și a apărut în serialul Expedition Great White de pe National Geographic Channel.
Paul Walker a murit într-un accident rutier pe 30 noiembrie 2013, împreună cu prietenul său Roger Rodas. Filmele Hours și Brick Mansions, în care a jucat el, au fost lansate postum, iar ultimul său film, Furious 7, s-a lansat pe 3 aprilie 2015 în Statele Unite.

## Biografie

### Viața timpurie
Paul Walker s-a născut pe 12 septembrie 1973, în Glendale, California, în familia lui Cheryl (născută Crabtree), un fotomodel, și Paul William Walker III, un pugilist, ex-dublu-campion Golden Gloves. Bunicul paternal al lui Paul de asemenea a avut o carieră în box, ca “”Irish” Billie Walker”. Walker afirma că strămoșii săi erau de origini irlandeze, germane, elvețiene și engleze.

### Decesul
Paul Walker a murit într-un accident de mașină pe 30 noiembrie 2013, în apropierea orașului Los Angeles. Actorul era pasager în mașina unui prieten, pilotul Roger Rodas, amândoi participând la un eveniment caritabil organizat de asociația lui Walker, Reach Out Worldwide. Mașina condusă de aceștia, un '"Porsche Carrera GT, șoferul pierzând controlul mașinii și izbindu-se de un stâlp, apoi de un copac. Mașina a luat foc, iar cei doi nu au avut șanse să supraviețuiască impactului. 
Trupul actorului a fost ars atât de rău, încât medicul legist a avut nevoie de amprenta dentară pentru a fi identificat. În raportul preliminar al autopsiei efectuate de Departamentul de Medicină Legală din L.A. se precizează că efectul combinat al leziunilor traumatice și termice a produs decesul său.
Acesta a lăsat în urma sa o fiică, Meadow Rain, pe care o avea cu fosta sa prietenă, Rebecca Soteros.

## Filmografie

### Film

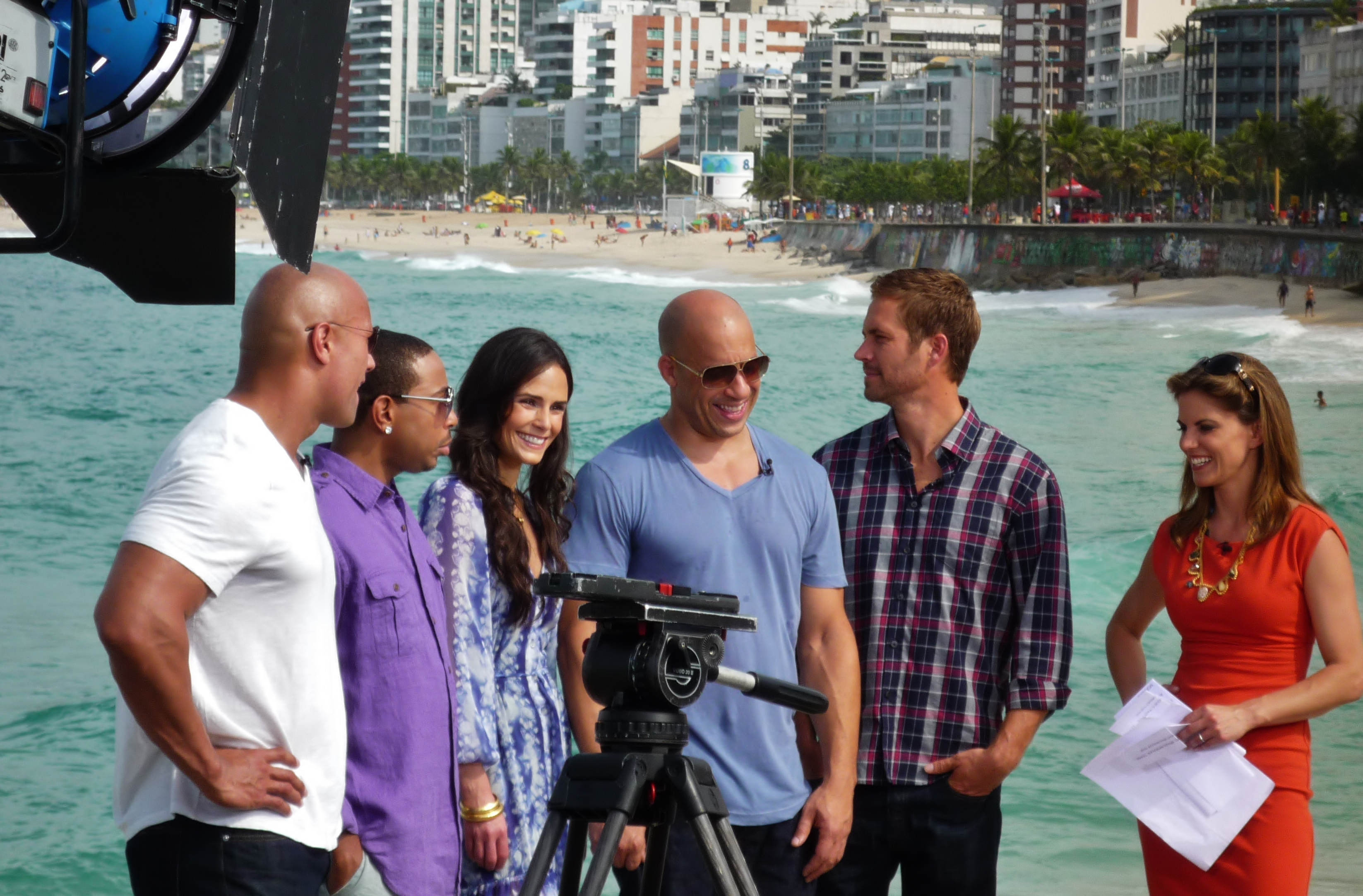
Actorii din Fast Five la emisiunea americană Today Show.

| An   | Titlu                             | Rol                | Note |
| ---- | --------------------------------- | ------------------ | --- |
| 1986 | Monster in the Closet             | Profesorul Bennett | |
| 1987 | Programmed to Kill                | Jason              | |
| 1994 | Tammy and the T-Rex               | Michael            | |
| 1998 | Meet the Deedles                  | Phil Deedle        | |
| 1998 | Pleasantville                     | Skip Martin        | |
| 1999 | Varsity Blues                     | Lance Harbor       | |
| 1999 | She's All That                    | Dean Sampson       | |
| 1999 | Brokedown Palace                  | Jason              | Necreditat |
| 2000 | The Skulls                        | Caleb Mandrake     | |
| 2001 | The Fast and the Furious          | Brian O'Conner     | |
| 2001 | Joy Ride                          | Lewis Thomas       | |
| 2002 | Life Makes Sense If You're Famous | Mikey              | |
| 2003 | Turbo-Charged Prelude             | Brian O'Conner     | Scurt film introductiv pentru 2 Fast 2 Furious                                                                          |
| 2003 | 2 Fast 2 Furious                  | Brian O'Conner     | |
| 2003 | Timeline                          | Chris Johnston     | |
| 2004 | Noel                              | Mike Riley         | |
| 2005 | Into the Blue                     | Jared Cole         | |
| 2006 | Eight Below                       | Jerry Shepard      | |
| 2006 | Running Scared                    | Joey Gazelle       | |
| 2006 | Flags of Our Fathers              | Hank Hansen        | |
| 2007 | Stories USA                       | Mikey              | |
| 2007 | The Death and Life of Bobby Z     | Tim Kearney        | |
| 2008 | The Lazarus Project               | Ben Garvey         | |
| 2009 | Fast & Furious                    | Brian O'Conner     | |
| 2010 | Takers                            | John Rahway        | |
| 2011 | Fast Five                         | Brian O'Conner     | |
| 2013 | Vehicle 19                        | Michael Woods      | |
| 2013 | Fast & Furious 6                  | Brian O'Conner     | |
| 2013 | Pawn Shop Chronicles              | Raw Dog            | |
| 2013 | Hours                             | Nolan Hayes        | Lansat peste 2 săptămâni după moartea lui Walker                                                                        |
| 2014 | Brick Mansions                    | Damien Collier     | Lansat peste 5 luni după moartea lui Walker                                                                             |
| 2015 | Fast & Furious 7                  | Brian O'Conner     | Finalizat după moartea lui Walker. Ultima sa apariție în film. Lansat peste 1 an și 5 luni după moartea lui Paul Walker |

### Televiziune
| An        | Titlu                      | Rol             | Note           |
| --------- | -------------------------- | --------------- | -------------- |
| 1985      | Highway to Heaven          | Eric Travers    | 1 episod       |
| 1986      | Highway to Heaven          | Todd Bryant     | 2 episoade     |
| 1986–1987 | Throb                      | Jeremy Beatty   | 23 de episoade |
| 1988      | I'm Telling!               | Contestant      | 1 episod       |
| 1990      | Charles in Charge          | Russell Davis   | 1 episod       |
| 1991      | Who's the Boss?            | Michael Haynes  | 1 episod       |
| 1992–1993 | The Young and the Restless | Brandon Collins |                |
| 1994      | CBS Schoolbreak Special    | Dill            | 1 episod       |
| 1994      | The Boys Are Back          | Jesse Hansen    | Episodul pilot |
| 1996      | Touched by an Angel        | Jonathan        | 1 episod       |
| 2010      | Shark Men                  | El însuși       | 3 episoade     |
| 2013      | Shark Week                 | El însuși       | 1 episod       |

### Clipuri video
În anul 2015, la data de 6 aprilie, Wiz Khalifa a publicat o nouă piesă în onoarea lui Paul Walker, alături de Charlie Puth. See You Again (cântec de Wiz Khalifa)
| An   | Artist                      | Piesa                    |
| ---- | --------------------------- | ------------------------ |
| 1997 | The Mighty Mighty Bosstones | "Wrong Thing Right Then" |
| 2003 | Ludacris                    | "Act a Fool"             |

## Premii și nominalizări
| An   | Premiu                       | Categorie                                          | Film/Show TV             | Rezultat     |
| ---- | ---------------------------- | -------------------------------------------------- | ------------------------ | ------------ |
| 1993 | The Youth in Film Awards     | Outstanding Lead Actor                             |                          | Nominalizare |
| 2000 | Young Hollywood Award        | Exciting New Face – Male                           |                          | Nominalizare |
| 2001 | Hollywood Breakthrough Award | Breakthrough Male Performance                      |                          | Câștigat     |
| 2001 | Young Hollywood Award        | New Stylemaker – Male                              |                          | Câștigat     |
| 2002 | MTV Movie Award              | Best On-Screen Team Shared with Vin Diesel         | The Fast and the Furious | Câștigat     |
| 2002 | MTV Movie Award              | Breakthrough Male Performance                      | The Fast and the Furious | Nominalizare |
| 2003 | Teen Choice Award            | Choice Movie Chemistry For Paul Walker and his car | 2 Fast 2 Furious         | Câștigat     |
| 2009 | Teen Choice Award            | Choice Movie Actor: Action Adventure               | Fast & Furious           | Nominalizare |
| 2011 | Teen Choice Award            | Choice Movie Actor: Action Adventure               | Fast Five                | Nominalizare |